# Bodffordd
Bodffordd es un pueblo en la parroquia de Heneglwys, en el centro de Anglesey, Gales. 
Se localiza a sólo menos de dos millas de la ciudad condal Llangefni y está en la frontera sudoeste del embalse Llyn Cefni. Es el asentamiento más cercano a RAF Mona. De acuerdo con el censo del Reino Unido de 2001, el 77,9% de la población en la división electoral puede hablar el idioma galés. El grupo de edad con el mayor número es el de los 15 años, donde el 100% puede hablarlo.
El pueblo fue llamado en sus orígenes Bodffordd Esgob; el Esgob indica que pertenecía a un obispo, el obispo de Bangor en este caso. La vida en el pueblo giró una vez en torno al molino de viento justo al norte de la localidad y los negocios relacionados con él, como panaderías. Ahora ha sido convertido en una residencia privada. El pueblo también se situaba en un camino de boyeros hacia el mercado de Llangefni y allí cerca había dos residencias de pobres. Muchos de estos moradas más antiguas se encuentran en ruinas excepto la iglesia, dedicada a San Llwydian, todavía se encuentra en buenas condiciones. 
A pesar del hecho de que el pueblo posee pocas instalaciones (aunque sí que tiene una escuela primaria) fue elegido para albergar el Eisteddfod 2007 de Anglesey.